# La estrategia del caracol
La estrategia del caracol es una película colombiana de 1993 dirigida  por el cineasta y director Sergio Cabrera, escrita por Humberto Dorado basada en una historia de Ramon Jimeno. La obra es una comedia-drama y relato de ficción sobre la libertad y la solidaridad, una metáfora del acoso a los inquilinos, inspirada en un hecho real. La película trata de las penurias de las familias de bajos ingresos en Bogotá. La brecha entre ricos y pobres y sus interacciones en un sistema social altamente estratificado. Los temas más importantes de la película son la ocupación y propiedad de vivienda y el acoso inmobiliario.
Sergio Cabrera y el guionista principal Humberto Dorado  articulan un mosaico de personajes de diferentes clases sociales e ideologías políticas que se constituyen en representaciones simbólicas perfectamente extrapolables a cualquier otra época y sitio del mundo.
La película es protagonizada por Frank Ramírez, Florina Lemaitre, Humberto Dorado, Fausto Cabrera y Carlos Vives. La película es una de las ganadoras del Festival Internacional de Cine de Berlín y del Festival de Cine de Biarritz de Cine de América Latina, y galardonada además con otros treinta premios en diversos certámenes internacionales. Es considerada por muchos críticos de cine y público en general como la mejor película del cine colombiano.

## Producción
La película fue originalmente prevista por Sergio Cabrera como una inspiración basada en una noticia que había leído en un periódico colombiano sobre un desahucio paradójico y atípico. La burocracia de la justicia colombiana tardó tanto tiempo en efectuar el desalojo de La Casa Uribe,  que el juez llegó a descubrir que la casa ya no existía.
Aunque Cabrera había previsto la película varios años antes de realizarla, sólo se comenzó cuando el  Premio Nobel Gabriel García Márquez vio el piloto de la película de Sergio Cabrera y los alentó a continuar con la realización de esta. Debido a problemas de presupuesto y la falta de apoyo del gobierno colombiano, la película tardó cuatro años para estar totalmente terminada. De hecho, para el momento, el gobierno colombiano estaba cerrando las organizaciones culturales que apoyan a  cineastas como Focine. La película fue filmada en el centro de Bogotá, con varias escenas filmadas en las zonas deprimidas de los Cerros Orientales.

## Argumento
La película comienza con el periodista José Antonio Samper (Carlos Vives) entrevistando a un hombre (un culebrero llamado Gustavo Calle, interpretado por Luis Fernando Múnera) después de que los eventos de la película hubieran tenido lugar 6 años atrás. Este caballero, que también es inquilino, revela al periodista cómo la casa física donde los inquilinos vivían durante tantos años fue llevada a un lugar diferente por medios rudimentarios pero ingeniosos. La historia del hombre se entreteje con la representación de los acontecimientos.
El edificio (conocido como La Casa Uribe), ubicado en el centro de Bogotá, es antiguo y alberga a diferentes tipos de personas. Todos ellos son humildes y de diversos orígenes, bajo el liderazgo de Misia Trina (Delfina Guido), una mujer muy religiosa que vive en la casa desde que nació (hace más de cincuenta años). A ellos y a los habitantes del edificio de al lado, conocido como La Pajarera, se les ordena desalojar porque su dueño, el Dr. Holguín (Víctor Mallarino), un hombre desagradable y rico del área exclusiva de la ciudad, quiere que sea declarada Bien de Interés Cultural, aunque con otros planes en realidad. Para lograr su cometido, se vale de las artimañas de su abogado de cabecera, el Dr. Víctor Honorio Mosquera (Humberto Dorado).
Los inquilinos de La Pajarera se enfrentan con las autoridades que tratan de desalojarlos, bloqueando las puertas y disparando contra los policías que intentan llevar a cabo las órdenes del Juez Díaz (Edgardo Román), quien lleva a cabo la diligencia. En el intercambio de disparos, un niño que vivía en La Pajarera es herido de muerte. Después de esta confrontación, los inquilinos de la Casa Uribe ven que en diez días serán los próximos en ser desalojados.
La representación legal de los inquilinos es llevada a cabo por Romero (Frank Ramírez), un abogado aún sin titulación que tiene los medios para tratar con las autoridades y los abogados del Dr. Holguín. Romero se molesta bastante ante cualquiera que se refiera a él con el apodo de "Perro" debido a que es afín a las leyes. Entre los inquilinos se encuentra Jacinto Ibarburen (Fausto Cabrera), un anarquista republicano español exiliado, de naturaleza intelectual y rebelde. Para enfrentar la situación, se presentan dos ideas que al inicio son opuestas; mientras Romero, quien confía en la Ley y la justicia, insiste en usar las vías jurídicas (enfrentando la corrupción y las tretas de Holguín y Mosquera), pero apenas puede ganar tiempo, Jacinto presenta una estrategia ambiciosa que se va revelando al espectador a lo largo de la película: quitar todo lo que hay dentro de la casa (paredes, ventanas, bañeras, cocinas, baños, techos, etc.) y llevarlo a un lote situado en las colinas de Bogotá, mediante una alta torre de madera, y un sistema de poleas y cuerdas. Al principio, ni Misia Trina ni los inquilinos se inclinaban del todo por una de las dos ideas.
Para convencer a los inquilinos de su estrategia, Jacinto cita a Romero, a Misia Trina y a Gabriela (Florina Lemaitre) en el Teatro Colón, donde trabaja como tramoyista para mostrar cómo funcionan las poleas y cuerdas de los escenarios teatrales para levantar cargas pesadas. La estrategia no termina de convencer a Misia Trina; pero en la noche, mientras rezaba a las ánimas del purgatorio, encuentra accidentalmente la silueta de la Virgen María en una pared. Ante este suceso, finalmente accede a apoyar la estrategia con la condición de que el muro con la silueta de la Virgen fuera movido primero. Con la decisión de Misia Trina y con la guía de Jacinto, los inquilinos se unen y ayudan en la construcción de la torre para mover todo a otra casa, a un par de cuadras de distancia. Cuando los inquilinos son sorprendidos por Fray Luis (Gustavo Angarita), confesor de Misia Trina, es nombrado jefe de finanzas de la estrategia.
Mientras los inquilinos desmantelan la casa, Romero, apoyado por éstos, cambia las placas de la cuadra para denunciar después un vicio de forma, fondo y derecho en la diligencia, logrando que se suspenda el segundo intento de desalojo.
Los hombres del Dr. Holguin secuestran y golpean a Romero, haciendo que pierda la memoria temporalmente; mientras tanto, los inquilinos que desmantelaban la Casa Uribe encuentran un tesoro y deciden donarlo a la estrategia. Romero, aun en recuperación, logra ganar más tiempo diciéndole al juez que se pintaría la casa como un gesto para disculparse por cualquier inconveniente que pudieran haber causado, por lo que éste prorroga la diligencia ganando aún más tiempo.
A medida que se aproxima el plazo, los inquilinos retiran todo dentro de la casa y se han trasladado a las colinas utilizando vagones tirados por caballos, conocidos informalmente en Bogotá como zorras. Cuando los abogados, los policías y el doctor Holguín se acercan a la casa, observan que los inquilinos se han ido y se sorprenden por una enorme explosión y el derrumbe de la fachada de la casa. Después de que el polvo y los escombros se han disipado, encuentran una casa pintada en una pared con un grafiti que dice "AHÍ TIENEN SU HIJUEPUTA CASA PINTADA" (sic).
La película vuelve de nuevo al periodista José Antonio Samper terminando su entrevista a Gustavo, preguntándole "Todo esto, ¿para qué?". Gustavo, molesto por la pregunta, expresa que fue un asunto de dignidad, y sale de la escena. Finalmente, los inquilinos se muestran reunidos en una colina con una vista panorámica de Bogotá y una bandera colombiana ondeando.

## Reparto
- Frank Ramirez .... "Perro" Romero
- Fausto Cabrera.... Jacinto Ibarburen
- Delfina Guido.... Misia Trina
- Florina Lemaitre....Gabriel/Gabriela
- Luis Fernando Múnera.... Gustavo Calle Isaza "El Paisa"
- Vicky Hernández.... Doña Eulalia
- Ernesto Malbrán.... Lázaro
- Saín Castro.... Justo
- Jairo Camargo.... Teniente
- Víctor Mallarino.... Doctor Holguín, el dueño de la casa
- Humberto Dorado.... Víctor Honorio Mosquera
- Gustavo Angarita.... Fray Luis
- Salvatore Basile.... Matatigres
- Ulises Colmenares.... Arquímides
- Luis Fernando Montoya.... Hermes
- Luis Chiape.... Diógenes
- Edgardo Román.... Juez Díaz
- Carlos Vives.... José Antonio Samper Pupo
- Antonio Aparicio Sandoval.... El ladrón
- Yezid Ferrara......Henry, el cerrajero
- Jorge 'Topolino' Zuluaga..... El zorrero
- John Hurtado...... El niño del cirio junto al cura

## Sobre la película
La estrategia del caracol (1993) fue un éxito de público y crítica. Obtuvo varios premios que permitieron a su director hacer otras películas sobre la sociedad colombiana. Las ideas de 
Sergio Cabrera son que "el cine puede ayudar a acariciar la utopía", un mundo mejor y más justo basado en el trabajo conjunto de las personas por un objetivo común. La estrategia del caracol es una película optimista, que muestra con un profundo sentido del humor la pobreza y el discurso de la lucha de clases.
Sergio Cabrera la resume de este modo:

Un grupo de cien personas no se puede llevar una casa en un mes, ni en tres meses ni en un año, y todavía menos con una grúa. La película hace que esto parezca posible. El narrador es un culebrero, un hombre de gran imaginación. Él es quien explica la historia y nosotros vemos lo que explica pero la historia no tiene por qué ser exactamente real.

La narración del culebrero a la película da un fuerte carácter simbólico: en seis años, nada ha cambiado, las condiciones de vida en la ciudad siguen siendo tanto o más duras que antes y los desalojos continúan. La película muestra las duras condiciones de vida de las grandes ciudades, divididas en barrios ricos y pobres, zonas ricas e industrializadas y zonas subdesarrolladas: la supeditación del poder político a los más oscuros intereses de la economía capitalista.
Tiene especial garra cinematográfica Don Jacinto Ibarburen, el viejo anarquista español que guarda la bandera de la CNT y tiene colgado en su dormitorio un retrato del líder anarquista español, Buenaventura Durruti. Para Don Jacinto primero, y después por el resto de los protagonistas, siempre hay cosas por las que luchar y la esperanza no se tiene que perder nunca. La fuerza y las ganas de vivir que transmiten todos los inquilinos del edificio es, precisamente, el elemento alrededor del cual gira toda la película: la ilusión de los personajes, situados en todo momento por encima de las duras condiciones de vida que tienen que soportar, contribuye a hacer verosímil y creíble la surrealista estrategia que deciden llevar a cabo, consiguiendo la total identificación de los espectadores con su causa. 
La alegría y creatividad de los inquilinos del edificio que tiene que ser desalojado contrasta de manera brutal con la visión oscura y triste de la burocracia y las autoridades, instrumentos del poder económico empantanados en la corrupción y carentes de escrúpulos. El ingenio y el arte de vivir de los inquilinos contrasta también con la violencia, la intolerancia y los comportamientos agresivos imperantes en buena parte de la sociedad colombiana.
La inutilidad de las armas y de la violencia aparece en la primera escena de la película, un niño pequeño muere durante los enfrentamientos entre la policía y un grupo de inquilinos que han construido barricadas y se han armado con pistolas y escopetas para impedir el desahucio. La estrategia del caracol es un canto a la vida, al honor y a la dignidad. La fe y la esperanza pueden mover montañas. Don Jacinto inspira a los inquilinos de la casa sueños e ideales que les permiten buscar una forma ingeniosa de mantener su dignidad intacta y enfrentarse con el poder.
| Premio                             | Categoría                 | Ceremonia                                       | Año  | Resultado |
| ---------------------------------- | ------------------------- | ----------------------------------------------- | ---- | --------- |
| Concurso Nacional de Guiones       | Mejor Guion               | Focine (Bogotá)                                 | 1993 | Ganador   |
| Premio Ópera Prima                 |                           | 34° Festival Internacional de Cine de Cartagena | 1994 | Ganador   |
| Premio de la Crítica Especializada |                           | 34° Festival Internacional de Cine de Cartagena | 1994 | Ganador   |
| Círculo Precolombino de Plata      | Mejor Película            | 11° Festival de Cine de Bogotá                  | 1994 | Ganador   |
| Círculo Precolombino de Oro        | Mejor Director            | 11° Festival de Cine de Bogotá                  | 1994 | Ganador   |
| Círculo Precolombino de Oro        | Mejor Película Colombiana | 11° Festival de Cine de Bogotá                  | 1994 | Ganador   |

| Premio                                                          | Categoría                                           | Ceremonia                                                                                        | Año  | Resultado |
| --------------------------------------------------------------- | --------------------------------------------------- | ------------------------------------------------------------------------------------------------ | ---- | --------- |
| Gran Premio Espiga de Oro                                       | Mejor Largometraje                                  | Semana Internacional de Cine de Valladolid (España)                                              | 1993 | Ganador   |
| Premio del Público                                              |                                                     | Semana Internacional de Cine de Valladolid (España)                                              | 1993 | Ganador   |
| Premio de la juventud                                           |                                                     | Semana Internacional de Cine de Valladolid (España)                                              | 1993 | Ganador   |
| Segundo Premio Coral                                            | Mejor Película                                      | 15° Festival Internacional del Nuevo Cine Latinoamericano (La Habana - Cuba)                     | 1993 | Ganador   |
| Premio Coral                                                    | Música (Germán Arrieta )                            | 15° Festival Internacional del Nuevo Cine Latinoamericano (La Habana - Cuba)                     | 1993 | Ganador   |
| Premio Coral                                                    | Escenografía (Enrique Linero y Luis Alfonso Triana) | 15° Festival Internacional del Nuevo Cine Latinoamericano (La Habana - Cuba)                     | 1993 | Ganador   |
| Gran Premio Colón de Oro                                        | Mejor Película                                      | Festival de Cine Iberoamericano de Huelva (España)                                               | 1993 | Ganador   |
| Premio de la Federación Internacional de Cineclubes             |                                                     | Festival de Cine Iberoamericano de Huelva (España)                                               | 1993 | Ganador   |
| Gran Premio Sol de Oro                                          | Mejor Película                                      | Festival International de Biarritz Cinemas et Cultures de l´Amerique Latine (Biarritz - Francia) | 1993 | Ganador   |
| Premio del Público                                              |                                                     | Festival International de Biarritz Cinemas et Cultures de l´Amerique Latine (Biarritz - Francia) | 1993 | Ganador   |
| Premio de la Federación Internacional de Cines de Arte y Ensayo |                                                     | Festival International de Biarritz Cinemas et Cultures de l´Amerique Latine (Biarritz - Francia) | 1993 | Ganador   |
| Premio OCIC                                                     | (24° Foro Internacional de Cine Joven)              | 44° Festival Internacional de Cine de Berlín (Alemania)                                          | 1994 | Ganador   |
| Federación Internacional de Prensa Cinematográfica Fipresci     | Premio de la crítica                                | Festival Internacional de Cine (Troia - Portugal)                                                | 1994 | Ganador   |
| Premio del público                                              |                                                     | 11° Annual Chicago Latino Film Festival (Estados Unidos)                                         | 1995 | Ganador   |
| Premios Goya                                                    | Mejor película extranjera de habla hispana          | 9° edición de los Premios Goya                                                                   | 1995 | Nominada  |